# نهيان بن مبارك آل نهيان
نهيان بن مبارك آل نهيان (1951 - )، عضو مجلس الوزراء وزير التسامح والتعايش في دولة الإمارات العربية المتحدة منذ أكتوبر 2017، شغل عدداً من المناصب في الحكومة الاتحادية منها وزير التعليم العالي والبحث العلمي ووزير التربية والتعليم ووزير الثقافة وتنمية المعرفة.
تولى سابقاً العديد من المناصب في الجامعات الوطنية، فكان الرئيس الأعلى لجامعة الإمارات العربية المتحدة منذ عام 1983 وحتى 2013، ورئيس مجمع كليات التقنية العليا منذ عام 1988 وحتى 2013، ورئيس جامعة زايد منذ عام 1998 وحتى عام 2013. وهو رئيس مجلس إدارة بنك الاتحاد الوطني ومجموعة أبو ظبي والبنك المتحد المحدود، ورئيس مجلس إدارة شركة وارد للاتصالات في باكستان وصاحب شركة الظبي للمقاولات.
تلقى تعليمه في مدرسة ميلفيلد البريطانية حتى المرحلة الثانوية، والتحق بعد ذلك بكلية المجدلية بجامعة أوكسفورد في المملكة المتحدة.
في عام 2021، كانت امرأة بريطانية تخطط لمقاضاة الشيخ نهيان بتهمة الاعتداء الجنسي، لكن خدمة الادعاء الملكية رفضت اتخاذ إجراء قانوني ضده.

## الأسرة
متزوج من الشيخة فاخرة بنت سعيد بن شخبوط بن سلطان آل نهيان، وله من الأبناء:
- الشيخ سعيد بن نهيان بن مبارك آل نهيان (تُوفي في 1 مايو 2007).[5]
- الشيخ محمد بن نهيان بن مبارك آل نهيان.
- الشيخ شخبوط بن نهيان بن مبارك آل نهيان سفير دولة الإمارات العربية المتحدة في المملكة العربية السعودية.
- الشيخ مبارك بن نهيان بن مبارك آل نهيان.

ولديه من الأشقاء:
- الشيخ أحمد بن مبارك آل نهيان (متُوفي)
- الشيخ حمدان بن مبارك آل نهيان (وزير الإسكان الإماراتي السابق).